# ...And Out Come the Wolves
...And Out Come the Wolves es el tercer álbum de estudio de la banda de punk Rancid, publicado en agosto de 1995.
El culto a la popularidad de Rancid y sus pegadizas canciones, los hizo objeto de una importante guerra entre las discográficas (de ahí el título, ...And Out Come the Wolves), que terminó con el grupo firmando en la discográfica independiente, Epitaph Records. Con un sonido muy influido por el ska, Rancid se convirtió en una de las pocas bandas de mediados y fines de los años 1990 en conservar gran parte de sus primeros fanes.
En términos de ventas de discos, ...And Out Come the Wolves es uno de los álbumes más populares de Rancid. El álbum fue disco de oro (gracias a RIAA) el 22 de enero de 1996. Y luego fue disco de platino el 23 de septiembre de 2004.

## Canciones
El tercer track, "Roots Radicals", es un homenaje al roots reggae, un subgénero de la música reggae conocido por tratar temas políticos. En concreto, la banda dice "las raíces, el reggae en mi equipo de música", lo que hacer recordar, que lo que escucharon durante su adolescencia, se ve influenciado en su trabajo hoy en día.
Los single de este álbum fueron "Time Bomb", "Ruby Soho" y "Roots Radicals".
El arte de tapa es un tributo a Minor Threat, una banda de hardcore punk de los años 80s, que originalmente utilizó la imagen de un hombre con la cabeza sobre sus rodillas en su primer EP

## Lista de canciones
1. "Maxwell Murder" – 1:25
2. "The 11th Hour" – 2:28
3. "Roots Radicals" – 2:47
4. "Time Bomb" – 2:24
5. "Olympia, WA." – 3:30
6. "Lock, Step & Gone" – 2:25
7. "Junkie Man" – 3:04
8. "Listed M.I.A." – 2:22
9. "Ruby Soho" – 2:37
10. "Daly City Train" – 3:21
11. "Journey to the End of the East Bay" – 3:11
12. "She's Automatic" – 1:35
13. "Old Friend" – 2:53
14. "Disorder and Disarray" – 2:49
15. "The Wars End" – 1:53
16. "You Don't Care Nothin'" – 2:28
17. "As Wicked" – 2:40
18. "Avenues & Alleyways" – 3:11
19. "The Way I Feel" – 2:34

## Personal
- Tim Armstrong - guitarra, voz
- Lars Frederiksen - guitarra, Voz
- Matt Freeman - bajo, coros
- Brett Reed - batería
- Bashiri Johnson - percusión
- DJ Disk - Scratch
- Paul Jackson - órgano
- Vic Ruggiero - órgano en "Time Bomb"
- Brett Gurewitz - ingeniero
- Joe Pirrera - asistente de ingeniero
- Michael Rosen - ingeniero
- Steve Sisco - asistente de ingeniero
- Andy Wallace - mezclas
- Howie Weinberg - remasterización
- Jerry Finn - productor, mezclas
- Jesse Fischer - arte, fotografía
- Frank Rinella - asistente de ingeniero
- Mike Fasano - 	técnico

## Posiciones en las listas
Álbum - Billboard
| Año  | Lista             | Posición |
| ---- | ----------------- | -------- |
| 1995 | The Billboard 200 | 45       |

Sencillos - Billboard
| Año  | Sencillos        | Lista              | Posición |
| ---- | ---------------- | ------------------ | -------- |
| 1995 | "Roots Radicals" | Modern Rock Tracks | 27       |
| 1995 | "Time Bomb"      | Modern Rock Tracks | 8        |
| 1995 | "Ruby Soho"      | Modern Rock Tracks | 13       |